# Afsnit af Rejseholdet
Rejseholdet er en dansk dramaserie, der blev vist første gang på DR1 den 1. oktober 2000. Serien bestod af 32 afsnit fordelt på 4 sæsoner. Det første afsnit blev sendt 1. oktober 2000, og sidste afsnit blev sendt den 1. januar 2004.

## Afsnit
| Sæson | Sæson | Afsnit | Oprindelig sendt  | Oprindelig sendt  | Gennemsnit seertal |
| Sæson | Sæson | Afsnit | Start             | Slut              | Gennemsnit seertal |
| ----- | ----- | ------ | ----------------- | ----------------- | ------------------ |
|       | 1     | 9      | 1. oktober 2000   | 26. november 2000 | 1,4 mio.           |
|       | 2     | 7      | 11. marts 2001    | 22. april 2001    | 1,5 mio.           |
|       | 3     | 14     | 30. december 2001 | 1. april 2002     | 1,9 mio.           |
|       | 4     | 2      | 25. december 2003 | 1. januar 2004    | 1,9 mio.           |

### Sæson 1 (2000)
| Nr. i serie | Nr. i sæson | Titel                              | Instruktør        | Forfatter                           | Oprindelig sendedato | Seerantal |
| --- | ----------- | ---------------------------------- | ----------------- | ----------------------------------- | -------------------- | --------- |
| 1 | 1           | "Assistancemelding A-15/99"        | Niels Arden Oplev | Peter Thorsboe og Stig Thorsboe     | 1. oktober 2000      | 1.241.000 |
| Drabschefen for Rejseholdet, Torben Rønne, bliver sammen med sin midlertidige logerende, Henning Ravn, fundet myrdet i sit hus i Hillerød, og Rønnes Rejseholdsgruppe bestående af IP Jørgensen (Waage Sandø), Allan Fischer (Mads Mikkelsen), Thomas La Cour (Lars Brygmann) og Gaby Levin (Trine Pallesen) bliver straks sat på sagen. Kriminalinspektør og chef for Rejseholdet, Ulf Thomsen (Erik Wedersøe) tager til møde med rigspolitichefen (Susse Wold), som ønsker at indsætte vicekriminalkommissær og chef for 'Særlige Sager', Ingrid Dahl (Charlotte Fich) som midlertidig drabschef for Rejseholdet til at lede efterforskningen af sagen. Ulf accepterer modvilligt, og Ingrid accepterer stillingen, og møder gruppen den efterfølgende dag i Hillerød. Stemningen over Ingrid som den nye chef er anspændt, og hendes teori om et muligt homoseksuelt motiv møder store protester. Gruppen mistænker Bruno Gravesen, som Rønne tidligere har fået anholdt for drab, og som også har truet Rønne på livet, men han har et alibi. La Cour har besvær med at få handlingsforløbet på mordaftenen til at passe, men da Ingrid ved et tilfælde opdager at Torben forlod huset i en kort periode, og at Henning derfor kan være det tiltænkte offer og ikke Torben, flyttes fokusset fra Torben og til Henning. En kending af politiet giver dem navnet på Dennis Friis (Phillippe Christiansen), der er søn af den nyligt afdøde Ida Friis, som Ravn var kæreste med for år tilbage. La Cour og Fischer tager ud til Dennis' hjem for at lede efter mordvåbnet uden held. Retsteknikeren finder nok rester fra den brugte kniv på ligene til at kunne identificere den, og i håb om at Dennis vil lede dem til sit rigtige våben, fortæller Ulf pressen at de har fundet drabsvåbnet. La Cour og Fischer overvåger Dennis, og de følger efter ham til et fitnesscenter, hvor de anholder ham og finder kniven. Under sin afhøring indrømmer Dennis mordet på Henning, som var hævn for at han havde forladt hans mor, og mordet på Torben, som var ikke meningen. Han idømmes ti års fængsel for drabene. Ingrid må aflyse sin tur til Norge med sin søn, Tobias (Sebastian V. Ottensten) og sin kæreste, Søren (Niels Olsen), da hun bliver tilbudt jobbet som konstitueret drabschef. Hun afleverer sin officielle ansøgning til jobbet til Ulf, og fremviser resten af gruppen deres nye mobilkontor. |             |                                    |                   |                                     |                      |           |
| 2 | 2           | "Assistancemelding A-21/99, del 1" | Niels Arden Oplev | Peter Thorsboe                      | 11. oktober 2000     | 1.215.000 |
| Del 1 af 2. Ingrid udnævnes til drabschef af Rejseholdet af Ulf og da værtshusejer og bekendt af politiet, John Poulsen, findes skuddræbt i Boller Nederskov, sendes Rejseholdet til Horsens. Det lokale politi mistænker at den lokale rockerhøvding Grue Larsen (Timm Vladimir) står bag drabet, da Poulsen skylder ham penge, mens Ingrid mistænker gerningsmanden til at være afdødes ven og bodyguard, Kim Boager Hansen (Mikkel Vadsholt), som muligvis har haft en affære med afdødes kone, Jeanette Poulsen (Sarah Boberg). Gruppen møder deres nye chauffør, Johnny Olsen (Lars Bom), som er tidligere fodboldspiller på landsholdet. Fischer taler med Kim, som påstår at han var i Aarhus på drabstidspunktet, mens La Cour finder nye spor på stranden tæt ved gerningsstedet. Da beviserne mod Grue vokser, indvilliger Ingrid at hente ham ind, men han er stukket af. Politiet mistænker at gerningsmanden har været sejlet fra stranden ved gerningsstedet og til Husodde, og da drabstidspunktet flyttes, sendes Fischer til Aarhus for at undersøge hvorvidt Kim kan have nået til fra Aarhus til Horsens og begå drabet. Under en afhøring af Kims kammerat Jeppe Stenstrups forældre, bekræfter moren at Jeppe og Kim forlod middagen i en periode lang nok til at de kunne være nået til Horsens. Johnny tager ned på Poulsens værtshus og får bekræftet Jeanette og Kims forhold og at Kim er far til Jeanettes yngste søn, og IP og Fischer anholder Kim. Anholdelsen skaber stor protest fra den lokale vicepolitimester og Ulf for at være for tyndt begrundet, men efter at have forklaret sin begrundelse om at Kim mistænktes for at have stjålet et jagtgevær fra sin tidligere plejefar og muligvis har efterladt sig blodspor i flugtbilen, indvilliger de i at opretholde anholdelsen. Ingrid får besked om at hendes kæreste Søren er blevet påkørt, hvorefter bilisten er kørt væk. Blodprøverne fra indbruddet og flugtbilen viser sig ikke at matche med Kim. IPs kone Kirsten (Lisbet Lundquist) kører med Ulf op og møder gruppen, mens Gaby og Johnny flirter. |             |                                    |                   |                                     |                      |           |
| 3 | 3           | "Assistancemelding A-21/99, del 2" | Niels Arden Oplev | Iben Gylling og Peter Thorsboe      | 15. oktober 2000     | 1.215.000 |
| Del 2 af 2. Fischer og La Cour finder Grue, som har et oversavet jagtgevær i sin bil, der matcher det formodet mordvåben, men det viser sig ikke at være det brugte våben, og Grue frikendes. Ingrid mistænker stadig Kim, så samtidig med at politiet skal signalere at de ikke ved, hvem gerningsmanden er, bliver aflytningsudstyr installeret i Jeanettes hjem, i håb om at Kim og Jeanette vil inkriminere dem selv. Fischer prøver en sidste gang at få Kim til at tilstå, men uden held, og han får lov til at gå. Jeanette fortæller om Fischer og La Cours besøg om morgenen, hvilket gør Kim mistænkelig og mistænker at de har installeret aflytningsudstyr i huset, og de tager derfor hen i et sommerhus. Mens Fischer afhører ejeren af et andet lokalt værtshus, som Kim og Jeppe besøgte efter drabet, bliver han overfaldet af Grue og hans kammerat, og tilfældigvis kommer Johnny ham til undsætning. Mordvåbnet bliver fundet i vandet tæt ved stranden ved gerningsstedet, men er uden spor. Hjemme igen, opdigter Kim og Jeanette et skænderi, og Ingrid og La Cour indser at de er klar over at de bliver aflyttet. La Cour og Fischer afhenter Jeppe ind til afhøring, som tilstår at han stjal jagtgeværet dog efter ønske fra Poulsen, som ønskede at slå Kim og Jeanette ihjel, da han fandt ud af den yngste søn ikke var hans. Jeppe påstår at han selv sejlede fra Husodde og til Boller Nederskov, hvor han mødtes med John og skød ham. Kims fingeraftryk findes dog på jagtgeværet og han anholdes. Han tilstår at han kendte til Poulsens plan om at dræbe ham, så han lokker ham ud i skoven, hvor Jeppe først affyrer et skud mod Poulsen, men herefter overtager Kim og skyder ham flere gange. Kim idømmes 12 års fængsel for drab og Jeppe blev idømt 8 års fængsel for drabsforsøg. Søren og Tobias prøver at finde frem til flugtbilisten, der ramte Søren, mens Kirsten og Ulf indleder en affære. |             |                                    |                   |                                     |                      |           |
| 4 | 4           | "Assistancemelding A-6/00"         | Jørn Faurschou    | Flemming Jarlskov og Peter Thorsboe | 22. oktober 2000     | 1.232.000 |
| En ældre kvinde, Britta Jensen, fra Nakskov findes dræbt af hendes yngre kvindelige logerende, som påstår at have set en ukendt mand forsvinde ud af huset efter forbrydelsen. Betjent Graff (Peter Aude) protesterer over Rejseholdets indblanding, da Fischer tidligere har anklaget Graff for at tæsket en narkoman til døde under en afhøring. Den kvindelige logerende, Vibe Nielsen (Annette Katzmann), mistænkes, da hun har blodstænk på sin badekåbe, men da mordvåbnet ikke kan findes, efterlyses den ukendte mand. Under afhøring med IP udviser Vibe besynderlig og skiftende adfærd mellem at være glad, trist og flirtende. La Cour finder i afdødes hus et vindue, der står på klem, og da afdødes pung findes ved en nærliggende sø, bestyrkes teorien om en udefrakommende. Brittas niece fortæller at Vibe, som var feriebarn hos Britta og hendes afdøde mand Karl siden hun var teenager, var småskør, manipulerende og havde haft adskillige forhold til ældre mænd, inklusive til onklen Karl. Yderligere efterforskning viser at Vibe var udsat for incest og seksuelle overgreb fra sin fars venner som barn. På afdødes pung findes aftryk fra junkien 'Splejs' (Kenneth Carmohn), og da en vvs-reparatør kan bekræfte at han så Splejs ved huset, eftersøges han. Vibe bekræfter ligeledes at gerningsmanden er Splejs og udviser endnu en gang lignende besynderlig adfærd under afhøringen. La Cour finder ud af at Vibes to tidligere kærester, Torben og Vagn, er henholdsvis død og forsvundet, mens onklen Karl også døde pludseligt. Lokalpolitiet frafalder Vibes anholdelse, men Ingrid tvivler. Fischer og Graff finder frem til Splejs' kæreste, Janni, og da Fischer finder ud af at Graff har tæsket Janni for at finde frem til Splejs' lokation, skynder Fischer sig efter ham. Han finder Graff i gang med at true Splejs til en tilståelse. Splejs nægter sig skyldig i drabet, men erkender at han brød ind i huset og så Vibe slå Britta ned. Da La Cour får bekræftet af Vibe har forsøgt at forgifte sin tidligere kæreste Vagn, skynder Ingrid og IP sig ud til Vibes hjem, hvor hun netop har overfaldet og stukket sin kæreste Arne (Lars Knutzon) med en kniv. De tager hende med, og på vej i bilen hiver Vibe fat i bilens rat og forsøger at køre dem ind i en modkørende lastbil. Den lokale politimester forsøger at holde Graffs overfald på Janni og Splejs skjult, men Ingrid nægter. Vibe begik efterfølgende selvmord i arresten efter at have tilstået drabene på Britta og Karl Jensen, samt drabsforsøg på hendes to tidligere kærester, Vagn og Arne. Søren dukker uanmeldt op hos gruppen, da Ingrid er på vej til middag med Boysen (Michael Falch) og fortæller at politiet har fundet flugtbilen, der ramte ham. Han døjer stadig med hovedpine efter ulykken. IP undrer sig over Kirstens og Ulfs mistænksomme adfærd, mens Johnny og Gaby flirter. |             |                                    |                   |                                     |                      |           |
| 5 | 5           | "Assistancemelding A-11/00"        | Jørn Faurschou    | Peter Thorsboe og Iben Gylling      | 29. oktober 2000     | 1.519.000 |
| På dagen for et bryllup i Nødebo Kirke findes præsten død i kirken. Den eneste dør ind til kirken er låst indefra, men grundet afdødes skader kan der ikke være tale om selvmord, og præstens mand, Jørgen Eriksen (Jens Jørn Spottag), kommer derfor under mistanke. Præsten og ægtemanden har en fordelagtig livsforsikring, og da det afsløres at manden har en affære med en kvinde i byen og at de begge ønsker at være sammen med hinanden, forstærkes mistanken. Til trods for et langt forhør nægter manden sig dog skyldig. Præstens diktafon blev fundet på mordstedet, og efter nærmere undersøgelser viser det sig at der er blevet sat nye batterier i, som præsten ikke kunne have gjort selv, da hun led af slem leddegigt. Manden benægter at have skiftet batterierne, og fingeraftryk viser et match med kirketjeneren Jens Olesen (Claus Strandberg). Kirketjeneren opsøgte præsten om aftenen for at tilstå at have taget penge fra kirken, og da præsten bliver vred og truer med at fortælle byen om det, slår han hende ihjel. Han bliver idømt 8 års fængsel for drab. IPs problemer med jalousi vokser, da han overrasker Ulf hjemme på besøg hos Kirsten, og Gaby hjælper Johnny med at løse problemer med hans kommende eks-kone. Ingrid og Søren aftaler at gifte sig, men om eftermiddagen falder Søren om, og må hasteopereres i hjernen. Han klarer sig igennem operationen, men dør kort efter grundet komplikationer. |             |                                    |                   |                                     |                      |           |
| 6 | 6           | "Assistancemelding A-15/00"        | Peter Flinth      | Dunja Gry Jensen                    | 5. november 2000     | 1.527.000 |
| Selvom hendes forældre satte hende af tæt på hendes hjem i Roskilde efter fejringen af sin 30 års fødselsdag, når skolelæreren Ulla Englund aldrig hjem, og da der intet spor er efter hende, mistænkes der at være blevet begået en forbrydelse. Ullas forældre lagde mærke til en rød bil, der holdt tæt på, hvor de satte hende af, som eftersøges. Ullas mand, Bjørn (Morten Hauch-Fausbøll), har videofilmet meget af festen, og mistanken falder på Ullas kollega, Maurice Azoulay, som under festen udviste stor interesse i Ulla. Efter en intens afhøring med Fischer bryder Maurice sammen og indrømmer han er homoseksuel, og tilbragte natten med en fyr. Ingrid er fortsat knust over Sørens dødsfald og bryder sammen, da Gaby og Johnny kommer på besøg. IP finder ud af dette, og forsøger at muntre Ingrid op ved at give hende videofilmen som Bjørn optog i håb om at det vil distrahere hende. Efter at have set videoen falder Ingrids mistanke på Bjørn, og hende og La Cour opsøger ham og udspørger ham. Fischer finder frem til den røde bil, som viser sig at tilhøre et hollandsk ægtepar, der blot spurgte Ulla om vej efter hun blev sat af, og de fortæller at de så Ulla gå hele vejen hjem og gå ind i sit hus på mordnatten. Ingrid og Fischer tager ud for at anholde Bjørn, men finder i stedet bedstefaren (Kjeld Nørgaard), som er bekymret over at han ikke kan finde Bjørn eller børnene. Han leder dem til Boserup Skov, hvor Bjørn forsøger at begå selvmord og dræbe sine børn ved at lede udstødningsgas ind i kabinen på bilen. Ingrid og Fischer ankommer i tide til at stoppe Bjørn, og Bjørn tilstår at have dræbt sin kone. Han trækker senere sin tilståelse tilbage, og grundet manglende tekniske beviser, bliver han frifundet for drabet på Ulla, men får 5 års ubetinget fængsel for drabsforsøg på sine børn. Fischer modtager et fristende tilbud om at komme på FBI-kursus i afhøringsteknik i USA af Ulf. IP afslører Kirsten i at vente på Ulf, da han uventet kommer hjem, men hun afviser deres forhold. |             |                                    |                   |                                     |                      |           |
| 7 | 7           | "Assistancemelding A-17/00"        | Peter Flinth      | Nikolaj Scherfig                    | 12. november 2000    | 1.576.000 |
| Fischer og La Cour er på ferie i Blåvands Huk med Fischers familie, da politiet i Esbjerg får en anonym anmeldelse om et drab begået i et sommerhus i nærheden. I sommerhuset finder Fischer og La Cour en myrdet kvinde på badeværelset, og før de får set sig om, er deres ferie inddraget og resten af Rejseholdet tilkaldt. Kvinden, som bliver identificeret som Ditte Andersen, var småkriminel og stofmisbruger, og da hendes kæreste, den kriminelle Flemming Bagge Hansens (Søren Lenander) fingeraftryk også findes i sommerhuset, og han viser sig også at være på flugt fra fængslet, bliver han efterlyst. Da den afdøde kvinde har en slående lighed med Fischers kone Mille (Anne Birgitte Lind), bliver Fischer mere og mere bekymret og kører til sidst hjem til deres sommerhus, hvor han finder Flemming, der har trængt Mille og sønnen Victor op i en krog. Fischer overmander Flemming og lægger ham i håndjern, men da Flemming fortsætter sin modstand, sparker Fischer ham i maven gentagne gange. Flemming nægter sit kendskab til Dittes mord, og da han efter gentagne hosteanfald falder om med blod om munden grundet Fischers behandling, må han på hospitalet. Da Ingrid hører om Fischers anholdelse bliver hun rasende og truer med afskedigelse. Johnny besøger den lokale bodega, hvor Dittes veninde Susie arbejder, som fortæller om Dittes tidligere kæreste, Jens Arnold 'Noller' Jørgensen, som var jaloux, og som besøgte Ditte og Flemming i sommerhuset på drabsnatten. På gerningsstedet findes også stjålen medicin, og Susie fortæller endvidere om Nollers nye kæreste, Karen, der arbejder på Esbjerg sygehus, som måske kan have stjålet medicinen. Den lokale politimester Krøgholt presser Ingrid til at undersøge omstændighederne ved Flemmings anholdelse, og Ulf bliver ligeledes rasende, men han beslutter sig alligevel for at beholde Fischer i gruppen, selvom tilbuddet om at komme på FBI-kursus trækkes tilbage. La Cour opsøger Karen på hospitalet og hun tilstår at hun er den anonyme anmelder, der anmeldte drabet på Ditte. Fischer afhører Noller, som er overbevist om at han har begået drabet på Ditte, men det viser sig at han blot er desillusionel og han bekræfter at Flemming er den rigtige gerningsmand. Flemming formår at flygte på vej hen til sin afhøring og søger tilflugt hos Dittes mormor, hvor Fischer og La Cour efter en skudkamp får ham overmandet. Han idømmes forvaring på ubestemt tid. IP er vred og oprørt over Kirsten og Ulfs mulige affære, og nægter at tale til dem, mens Johnny og Gaby indleder et forhold. |             |                                    |                   |                                     |                      |           |
| 8 | 8           | "Assistancemelding A-19/00, del 1" | Charlotte Sieling | Nikolaj Scherfig og Peter Thorsboe  | 19. november 2000    | 1.495.000 |
| Del 1 af 2. Beboere i Udby i Tuse Næs er opskræmte, da en ukendt gerningsmand flere gange har overfaldet og voldtaget ældre og enlige kvinder i deres hjem, og da overfaldene fortsat bliver værre, frygter politiet at det kan ende med drab. Mandens seneste offer, Asta Frederiksen, overlevede overfaldet, og under afhøringen af hende og hendes søn, Anders Frederiksen (Kristian Boland), fortæller hun at manden var maskeret, og talte med den lokale dialekt. Helene Fenger (Susanne Storm), psykolog og ekspert i profilering af gerningsmænd, indkaldes for at sammensætte en profil af den formodede gerningsmand, og hun viser sig at være La Cours tidligere kæreste. Mens Johnny opsætter mobilkontoret, spotter Anders og hans kammerat, Ole Toft Hansen (Henrik Prip), ham og de tilbyder ham at komme med til en finalekamp i den lokale fodboldklub for at overrække pokalen. Mens La Cour undersøger gerningsstedet finder han et stykke tape som gerningsmanden brugte, og tapetypen eftersøges. Fischer afhører et af forbryderens tidligere ofre, som først nu er stået frem, og hun påstår at gerningsmanden er byens postbud, Per 'Post' Pihl, hvis person også matcher Helenes profil af gerningsmanden. Fischer og IP afhenter postbuddet, og støder på vejen på journalisten Trine Dalgård (Benedikte Hansen), som er meget nysgerrig omkring sagen. Per nægter sig kendskab til overfaldene, og nægter også at afgive en blodprøve. IP spiser middag med Trine, og kommer til at afsløre hvordan efterforskningen går, og kan derfor dagen efter se Per Post mistænkt for overfaldene på forsiden af aviserne, hvilket gør Ingrid rasende. Anders finder den følgende morgen sin mor død af sine kvæstelser, og han tager efterfølgende hen til kammeraten Ole, som har en pistol liggende i et pengeskab, hvorefter han opsøger Per Post i hans hjem og truer ham, da Anders (ligesom resten af byen) nu tror, at Post er drabsmanden. Ole advarer gruppen, og La Cour når at få stoppet Anders i tide. Da hverken Posts DNA-prøve og taperulle viser sig ikke at matche med gruppens beviser, må de kigge efter en ny mistænkt. Kirsten flytter fra IP, mens IP flirter med journalisten Trine, og da Fischer om morgenen opdager Johnny kravle ud af Gabys vindue på hotellet efter at have overnattet, afslører han deres forhold for resten af gruppen. |             |                                    |                   |                                     |                      |           |
| 9 | 9           | "Assistancemelding A-19/00, del 2" | Charlotte Sieling | Peter Thorsboe                      | 26. november 2000    | 1.642.000 |
| Del 2 af 2. Gruppen er på bar bund omkring en mistænkt, men da Ole Toft Hansens navn dukker op på en liste over salg og køb af tape i byen fra byens butikker, sendes La Cour og Fischer ud for udspørge ham. Ole påstår at have besøgt sin mor på plejehjem, og han kan desuden fremvise en ny ubrudt rulle tape. Ulf kommer forbi og lægger et frustreret pres på gruppen over den stillestående efterforskning. IP beder om hjælp fra journalisten Trine om at efterlyse den bestemte type tape i aviserne, som gruppen leder efter. Samme aften ses Ole besøge sin mor på plejehjemmet, men efter at hun er faldet i søvn foran fjernsynet, tager han hen til en ældre kvindes hjem og bryder ind. Kvinden vender kort efter hjem, ledsaget af sin søn, hvor Ole skynder sig at flygte ud af vinduet, mens kvinden og sønnen indser at hun var tiltænkt som næste offer. Ole vender herefter tilbage til plejehjemmet og sin mor, som tror at han har været til stede imens hun sov. Efterlysningen om tapen gav pote, da endnu et salg af tape dukker op med Oles navn, og han hentes ind til afhøring. Han benægter al kendskab til overfaldene og da gruppen ikke har andre beviser end at han har købt to ruller tape lig typen som er blevet brugt i overfaldene, får han lov til at gå. Gruppen er frustreret over de manglende fremskridt, men da La Cour undersøger det nye gerningssted, falder han over det lokale fodboldblad, som også blev fundet hos de øvrige ofre, og da Ole står til at være omdeler, sendes Fischer og La Cour ud for at anholde ham. Ole er presset over den tilspidsede situation, som forværres da hans kone, kort før at hele familien skal til fodboldstævne, fortæller at hun har fundet alle hans remedier til overfaldene i værkstedet og nu ved at han er gerningsmanden. Johnny, der skal følges med familien til fodboldstævnet, finder herefter hele familien døde, da Ole har skudt sin kone og søn og efterfølgende begået selvmord. Ingrid og Ulf skal herefter stå til ansvar for pressen, og blodprøven viste som ventet at Ole Toft Hansen var gerningsmand til samtlige voldtægter og overfald. Ulf konfronterer IP omkring hans og Kirstens affære, men IP affejer ham, mens Fischer ihærdigt forsøger at få La Cour og Helene til at genoptage kontakten. |             |                                    |                   |                                     |                      |           |

### Sæson 2 (2001)
| Nr. i serie | Nr. i sæson | Titel                              | Instruktør      | Forfatter                                    | Først sendt    | Seerantal |
| --- | ----------- | ---------------------------------- | --------------- | -------------------------------------------- | -------------- | --------- |
| 10 | 1           | "Assistancemelding A-24/00"        | Jørn Faurschou  | Peter Thorsboe og Iben Gylling               | 11. marts 2001 | 1.604.000 |
| På sin 9-års fødselsdag cykler Casper Bertelsen (Andreas Jessen) fra Troense til bageren efter morgenbrød, men han vender ikke hjem. En ekspedient så Casper blive opsøgt af en mand, som tilbød at køre ham hjem i sin bil, hvorefter de forsvandt, og Rejseholdet mistænker at Casper kan være blevet taget af samme gerningsmand som de jagter for drabet på en anden dreng, Lasse fra Nyborg. Ingrid fortæller at Ulf er på vej til London til en Interpol-konference, og IP bekender til hende Ulf og Kirstens affære, da Kirsten ligeledes er på vej til London, dog under påskud at skulle være med en veninde. På en løbetur ser Fischer og La Cour Johnny og Gaby komme flyvende i et lille fly. Caspers mor, Lene (Mette Munk Plum), og stedfar, Morten (Robert Reinhold), modtager en mail med et billede af Casper fra gerningsmanden med et krav om løsesum og gruppen finder frem til afsenderen ved navn Henrik Sørensen. Mens Fischer opsøger afsenderens adresse, opdager IP at billederne af Casper er falske og Fischer opdager ligeledes at afsenderen ikke har Casper i sin varetægt. Ingrid overbringer nyheden til Lene og Morten, hvorefter hun bliver oplyst at Caspers rigtige far er brite og bor i London, og at han og Lene har et betændt forhold. Fischer finder frem til bilen, der blev brugt til kidnapningen hos Bo Gårdmand, som nægter at udtale sig. Ulf opsøger Caspers far, Phillip Halland, ved hans hjem i Stratford-upon-Avon, for at overbringe ham nyheden om Caspers forsvinden, men til Ulfs overraskelse viser Casper sig at være hos ham. Phillip fortæller at Lene tog Casper med til Danmark på ferie, og efterfølgende ikke vendte tilbage med ham, da Phillip var voldelig over for hende. Lene ønsker Casper hjem igen, men da hun har overtrådt reglerne for hendes del af forældremyndigheden står hun ikke med store chancer for at vinde sagen om ham. Fischer og La Cour fortsætter Gårdmands afhøring, og han indrømmer nu at han i samarbejde med en pilot kidnappede Casper og bragte ham til England for en stor pengesum betalt af Phillip Halland. Med sagen om Caspers forsvinden opklaret er der ikke mere for Rejseholdet at gøre til stor frustration for alle. Hjemme i sin lejlighed finder IP Kirsten, som ønsker at de skal finde sammen igen, og IP accepterer. Gaby diskuterer udfaldet af sagen med Johnny, og gruppen bliver dagen efter mødt på en flyveplads af Johnny, der kommer flyvende med Casper, som bliver bragt tilbage til sin mor og stedfar. Bo Gårdmand og piloten blev hver idømt 3 års ubetinget fængsel for kidnapning, mens de britiske myndigheder aldrig fandt frem til flyet, der hentede Casper. |             |                                    |                 |                                              |                |           |
| 11 | 2           | "Assistancemelding A-25/00"        | Jannik Johansen | Mikael Olsen                                 | 18. marts 2001 | 1.688.000 |
| Forsvarsadvokat Hans Henrik Kirchner (Ole Lemmeke) fra Næstved har vundet adskillige sager, hvor hans klienter trækker deres tilståelser tilbage, og enten frifindes eller får lempede domme. Dette har ikke ligefrem gjort Kirchner populær, heller ikke hos Rejseholdet, og Kirchner og hans familie har gennem en længere periode oplevet at blive udsat for mordtrusler og krav om penge. Da truslerne igen dukker op, og familien bliver skudt efter, bliver de sat under konstant overvågning og beskyttelse af Rejseholdet, en meget uvant arbejdsopgave for gruppen, som de heller ikke er tilfredse med. Den umiddelbare mistanke falder på entreprenør Poul Bachman-Hansen (Asger Reher), som Kirchner har været med til at få erklæret konkurs, og som bor i nærheden. Til trods for Bachmans store had til Kirchner og at han har en riffel i huset, nægter han kendskab til drabsforsøget på familien. Kirchners tidligere ansatte, Pia Hansen, bliver dagen efter overfaldet med en besked om at Kirschner skal fjerne politiet fra sin ejendom. Ingrid overbringer ham nyheden og får bekræftet at Kirchner og Pia har en affære uden Kirchners kones viden. Forbryderen ringer op til Kirchner og beder ham møde op på en bro om aftenen med 5 mio. kroner i en taske. For at beskytte Kirchner, sendes La Cour og Gaby afsted i forklædning, hvor La Cour efterlader tasken på broen, men forbryderen har gennemskuet deres forsøg. Helene undersøger Kirchners tidligere sager, og finder en række personer, som kunne have motiv til at skade Kirchner. La Cour og Fischer opsøger igen Bachman, som fortæller at han blev udspurgt af en journalist omkring Kirchner, men journalistens navn var opdigtet, og Bachman identificerer journalisten til at være Martin Steensgaard ud fra Helenes samling af mistænkte. De opsøger Martin på hans adresse, hvor han anholdes, og efterfølgende tilstår drabsforsøget og afpresningen af Kirchner. Kirchner havde fået frikendt Martins kærestes morder, og Martin svor herefter at slå både morderen og Kirchner ihjel. Han trak efterfølgende sin tilståelse bagefter, men blev idømt 14 års fængsel for mord og mordforsøg. La Cour og Helene finder sammen igen, mens Johnny frier til Gaby. |             |                                    |                 |                                              |                |           |
| 12 | 3           | "Assistancemelding A-26/00"        | Martin Schmidt  | Ola Saltin, Peter Thorsboe og Stig Thorsboe  | 25. marts 2001 | 1.561.000 |
| Thorkild Buchardt, ejer af en stor chokoladefabrik i Silkeborg, bliver fundet død i sit sommerhus i noget der ligner en sexleg, der er gået galt. Da det er alment kendt for alle i Thorkilds omgangskreds, inklusive hans kone, at Thorkild har affærer med de unge piger fra fabrikken, kommer hans seneste affære, Signe Nørgård (Helle Fagralid) under mistanke. Sammen med den lokale betjent Ida Toft (Christine La Cour) sendes Fischer ud for at udspørge hende, men hun kender ikke noget til drabet. La Cour undersøger gerningsstedet og finder ud af at Buchardt blev dræbt i sin gang, hvorefter han blev placeret i sin seng, hvor han blev fundet af to håndværkere om morgenen. Fischer, La Cour og Ida hænger ud efter arbejde, og Fischer og Ida ender med at tilbringe natten sammen. Gruppen er på bar bund omkring en gerningsmand, så de to håndværkere, Preben (Henrik Larsen) og Brian Jensen (Lars Lippert) (far og søn), hentes ind til afhøring. Gruppen undrer sig over deres udtalelser, og da La Cour finder opkast på gerningsstedet, som mistænkes at stamme fra gerningsmanden, sendes Fischer og La Cour ud til håndværkernes værksted for yderligere afhøring. De bliver mødt af geværskud, da Brian er gået i panik, og da faren forsøger at stoppe ham, skyder han sig selv. Faren fortæller efterfølgende at Brian fik psykiske problemer efter sin tid som soldat i Bosnien, og under et håndværkerjob i Buchardts sommerhus, overfaldt han Buchardt og slog ham ihjel, hvorefter hans far hjalp med at iscenesætte ideén om en mislykket sexleg. Faren blev idømt to års betinget fængsel for meddelagtighed. IP konfronterer Kirsten om hendes løgn omkring hendes tur til London med Ulf, mens Fischer besøger Ida på hospitalet, da hun blev ramt i benet af Brians skud. Hun viser sig til Fischers skuffelse at være forlovet og skal giftes. |             |                                    |                 |                                              |                |           |
| 13 | 4           | "Assistancemelding A-28/00"        | Martin Schmidt  | Peter Thorsboe og Mai Brostrøm               | 1. april 2001  | 1.612.000 |
| I Kulhuse omkommer en kvinde i en brand i sit hus, mens hendes 8-årige datter overlever til trods for en kritisk tilstand. Da der findes spor efter ildspåsættelse i huset, falder mistanken på kvindens mand, forstanderen Niels Ege (Kristian Halken), da han om natten overnattede i sin båd. Boysen opdager at kvinden havde indtaget en del rødvin og Rohypnol-sovepiller og allerede var død inden branden startede, mens La Cour finder ud af at datteren var blevet spærret inde på badeværelset. Ved Niels' afhøring benægter han al kendskab til branden, men erkender at han har haft en affære med en af sine ansatte, Irene Kronh (Karen-Lise Mynster), men at han er gået fra hende. Fischer og La Cour opsøger Irene, som bekræfter deres forhold, og hun siger at Niels overnattede hos hende på natten for branden. Under en middag i byen møder Ingrid den svenske religionshistoriker Staffan Gustavsson (Torbjörn Lindström), og de tilbringer natten sammen. Den efterfølgende morgen fortæller Staffan at han tidligt om morgenen på dagen for branden, så en kvinde med forbrændt tøj komme løbende ned i vandet ved stranden. Gruppe mistænker nu at Niels og Irene begge løj om, hvor de befandt sig på dagen for branden, og da Fischer og La Cour i Irenes hjem finder spor efter forbrændt tøj, Rohypnol-sovepiller og terpentin, sammenholdt med at hun også har polititihold mod tidligere kærester, efterlyses hun. Niels finder Irene i sin båd, og da han indser at hun satte ild til huset fordi hun ikke kunne acceptere at han var gået fra hende, overfalder han hende. Fischer og La Cour når at stoppe ham og de anholder Irene, som nægter sig skyldig, men datteren vågner op på hospitalet kort efter og bekræfter at Irene spærrede hende inde på badeværelset og satte ild til huset. Grundet tekniske beviser og datterens vidneudsagn, blev Irene dog idømt livsvarigt fængsel for ildspåsættelse, drabsforsøg og drab. Gaby fortæller Johnny at hun er gravid, mens Ulf bekræfter for IP at han og Kirsten var i London sammen selvom Kirsten påstod at hun ikke tog afsted. |             |                                    |                 |                                              |                |           |
| 14 | 5           | "Assistancemelding A-30/00"        | Jørn Faurschou  | Mai Brostrøm, Iben Gylling og Peter Thorsboe | 8. april 2001  | 1.547.000 |
| Betjenten Ida Toft og hendes kollega i Odense overhører et skyderi i en lejlighedsblok og bliver mødt af en ung pige, Yasemin (Lotte Bergstrøm), der skræmt flygter fra stedet. Betjentene finder ligene af Irana Adavi og hendes søn, Fashad i Osman og Leyla Gürs lejlighed. Yasemin er datter af Osman og Leyla Gür, og motivet bag mordene anslås til at være æresdrab, da Osman påstår at Fashad havde voldtaget Yasemin og nu nægtede at gifte sig med hende. Yasemins lillebror Dennis (Arman Mehakovic) tilstår at have begået drabene, men under hans afhøring bliver det afvist, og Yasemin tilstår herefter at det er hende, der har gjort det. Der opstår dog videre forvirring da Fashads bror kan fortælle at Fashad og Yasemin var kærester og gerne ville giftes med hinanden. En gynækologisk undersøgelse viser at Yasemin er jomfru, og derfor ikke kan være blevet voldtaget. Da gynækologen fortæller det til Ingrid, flygter Yasmin fra klinikken. Imens snakker La Cour med hendes klasselærer, der fortæller, at Yasemin er blevet misbrugt analt af sin far i flere år. Johnny, der har trænet Dennis på fodboldskole, får ud af ham, at Yasemin måske gemmer sig i et nedlagt gartneri. IP når ud til stedet netop som Osman har overfaldet Yasemin og skal til at slå hende ihjel. Under afhøringen fortæller Yasemin at hun fortalte Irana om sin far, hvorefter Irana og Fashad opsøgte Osman for at overtale ham til at lade børnene gifte sig. Osman dræbte herefter både Irana og Fashad, og forsøgte også at dræbe Yasemin for at dække over sin forbrydelse. Osman blev idømt 16 års fængsel og efterfølgende udvisning af Danmark og Leyla blev idømt tre års fængsel for medvirken. Da Ida er i Odense, mødes hun og Fischer igen, og de tilbringer natten sammen, og Ingrid overraskes i sit hjem, da Gry og Tobias har holdt stor fest. |             |                                    |                 |                                              |                |           |
| 15 | 6           | "Assistancemelding A-31/00, del 1" | Jørn Faurschou  | Stig Thorsboe                                | 15. april 2001 | 1.427.000 |
| Del 1 af 2. Liget af en dreng bliver fundet i en å i skoven ved Hellebæk. Ingen drenge til den beskrivelse er meldt savnede, og det er derfor umuligt for Rejseholdet at identificere ham. Drengen var kvalt og seksuelt misbrugt inden sin død, samt bevis for at han ikke døde på findestedet, men da der ikke fandtes bilspor i nærheden, er gruppen på bar bund. I en drøm ser La Cour at drengens rygsæk kan findes på havnen, hvilket viser sig at være rigtigt, og ved hjælp af et sygesikringsbevis kan de nu identificere drengen som den 11-årige Martin Simonsen. Hans fraskilte forældre (Tammi Øst og Jens Zacho Böye) troede begge at deres søn var ved den anden, og har derfor ikke vidst at han var væk. DNA-prøver viser at Martins morder også kan linkes til mordet på en anden dreng, Lasse fra Nyborg, og Ulf påpeger at begge drenge som det sidste inden de forsvandt, stod på et tog fra Odense til Hornbæk. La Cour udspørger togføreren Klaus Munk Andersen (Peter Hesse Overgaard), som kørte ruten den aften, men han hævder ikke at have set Martin. La Cour tager efterfølgende med samme tog, hvor han i et syn indser at liget af Martin blev dumpet ud fra toget, da det holdt stille, og efterfølgende blev liget flyttet ned til åen. Klaus hentes ind til afhøring, mens IP fortæller at vidner har set Martin stige på toget i Odense og at Klaus ligeledes var blandt de mistænkte i Lasse-sagen, da han kørte ruten dengang. Klaus benægter al kendskab til begge drenges drab, og da gruppen ikke har nogle konkrete beviser, får han taget en blodprøve og kan gå, til trods for protester fra La Cour. Fischers ægteskab lakker mod enden, men han glædes, da Ida fortæller ham at hendes bryllup blev aflyst. Ulf fortæller at Kirsten viser tydelige tegn på alkoholisme, og IP stiller hende et ultimatum om at tage antabus ellers vil han gå fra hende. Klaus' blodprøve viser sig at matche med prøverne fra begge drenge, men da holdet tager ud for at anholde ham, finder de ham hængt i hans stue. Ingrid opsøger herefter La Cour, der ligger omtumlet på sit hotelværelse, da hans fingeraftryk er blevet fundet på ledningen, der hænger om Claus' hals. La Cour kan dog intet huske fra aftenen før. |             |                                    |                 |                                              |                |           |
| 16 | 7           | "Assistancemelding A-31/00, del 2" | Jørn Faurschou  | Peter Thorsboe & Mai Brostrøm                | 22. april 2001 | 1.719.000 |
| Del 2 af 2. La Cour bliver bragt til politistationen og efterfølgende beordret på afspadsering af Ulf, mens han ihærdigt forsøger at huske, hvad der skete aftenen før. På gerningsstedet finder IP ud af at Klaus har haft sin søster og svoger til middag inden sin død, og at der findes tegn på at Klaus ligeledes har været sammen med en mand om natten dagen før sin død. Gruppen får fat i Klaus' søster og svoger, lægeparret Karin og Ulrik Gregersen, som kan fortælle at manden som Klaus havde besøg af om natten, var den unge og velkendte prostituerede Cliff 'Sonny' Jensen (Lasse Baunkilde). I et forsøg på at indsamle beviser, sendes Fischer til den lokale losseplads for at finde Klaus' dagbøger, der indeholder udførlig information om de to myrdede drenge og Sonny, som Klaus opdrog til prostitution siden han var 10 år og sidenhen lånte ud til sine venner mod betaling. I hans regnskab står oplistet en række navne på kunder, inklusive en med dæknavnet 'Snogen', men Sonny fik altid fik bind for øjnene, så ved han ikke, hvem han er. Sonny har et alibi for drabstidspunktet, og da rækken af mistænkte snævres ind til kun at indeholde La Cour, opsøger Fischer ham og beder ham kigge på sagen uden for protokol. Ingrid får den teori at svogeren Ulrik kan være Snogen, samtidig med at La Cour pludselig husker aftenen før, og at han overraskede Ulrik i at slå Klaus ihjel. La Cour følger efter Ulrik, som kører på lossepladsen, mens Helene opsøger søsteren, som fortæller at Klaus under deres middag fortalte om hans og Ulriks seksuelle misbrug af Sonny, og at han ville fortælle politiet at Ulrik også var involveret. På lossepladsen afslører Ulrik at han har slået Sonny ihjel og at hans parterede ligdele ligger i nogle sorte plastposer, hvorefter han overfalder La Cour, men Fischer kommer til undsætning og de anholder Ulrik. La Cour bliver sendt til en anden afdeling, mens Ulrik idømmes livsvarigt fængsel for drab. |             |                                    |                 |                                              |                |           |

### Sæson 3 (2001–2002)
| Nr. i serie | Nr. i sæson | Titel                              | Instruktør           | Forfatter                                  | Oprindelig sendedato | Seerantal |
| --- | ----------- | ---------------------------------- | -------------------- | ------------------------------------------ | -------------------- | --------- |
| 17 | 1           | "Assistancemelding A-2/01"         | Charlotte Sieling    | Peter Thorsboe, Mai Brostrøm og Ola Saltin | 30. december 2001    | 1.757.000 |
| Den psykologistuderende Helle Holst fra Køge aftaler at mødes med en fyr, som hun har chattet med, hvorefter hun forsvinder sporløst. Hendes veninde melder hende savnet, men da hendes familie mener, at hun er i USA hos sin kæreste, vælger politiet kun at efterlyse hende. Et par måneder senere bliver kvindens taske med hendes dankort og personlige papirer fundet, og da viceværten bekræfter at kvinden ikke har været i sin lejlighed i over seks måneder, bliver sagen endelig taget op af politiet. Efter episoden i Hellebæk (afsnit 15 og 16) har La Cour været hos en anden afdeling, men efter Ingrids ønske bliver han igen en del af Rejseholdet. Ved undersøgelse af kvindens computer finder gruppen frem til 'Romeo' som Helle har chattet med og hans sande identitet som ingeniøren Flemming Sommer. Ligeledes finder La Cour ved undersøgelse af kvindes lejlighed frem til Martin, en af Helles tidligere bekendtskaber, som fortæller at Helle forsvandt ind i en rød Alfa Romeo 156. Samme bil har Flemming Sommer og Flemming vedkender sit bekendtskab med Helle, men afviser andet, da han var på forretningsrejse i udlandet på hendes forsvindingstidspunkt. Kvindens DNA findes dog i Sommers bil, og da det viser sig at sønnen Mikkel (Thomas Levin) tidligere har været anmeldt for to voldtægter, bliver han anholdt. Han viser La Cour og Fischer, hvor liget af Helle ligger, og han tilstår efterfølgende at han udgav sig for at være 'Romeo' og aftalte at mødes med hende, hvor han slog hende ihjel i et forsøg på at skåne sin mor smerte over farens utroskab. Mens resten af gruppen tager til jubilæum for kriminalinspektøren i Køge bliver Fischer og Gaby tilbage og venter på at Mikkel bliver afhentet. Mikkel formår dog at slippe ud fra det afløste rum og i sin flugt skubber han den gravide Gaby omkuld, så hun falder. Hun aborterer herefter og mister barnet. Mikkel Sommer blev idømt otte års fængsel for drab. Kirsten er flyttet fra IP, mens IP bliver boende i deres lejlighed. |             |                                    |                      |                                            |                      |           |
| 18 | 2           | "Assistancemelding A-3/01"         | Charlotte Sieling    | Peter Thorsboe og Mai Brostrøm             | 6. januar 2002       | 1.885.000 |
| En far og søn bliver skuddræbt, da de konfronterer to kriminelle, som begraver stjålne penge ved Vor Frue Kirke i Kalundborg, og til Ingrids store sorg identificerer hun dem som værende hendes ekssvoger og nevø, Christian og Andreas Dahl. Christians kone, Tine, bliver senere også fundet dræbt et stykke fra gerningsstedet. Da en udbrændt Mercedes med rester af kaninlort i findes i udkanten af byen, identificeres forbryderne hurtigt til at være det eftersøgte kriminelle par, Eik Nielsen (Nikolaj Lie Kaas) og Anja Jespersen (Mille Lehfeldt). Eik er kendt for at være vild med Mercedeser og Anja har altid sin kanin Fanny med sig rundt. Rejseholdet sætter området med de nedgravede penge under konstant overvågning, og lader pressen skrive at Eik og Anja er set i Sverige i håb om at det vil lokke parret til at komme og hente pengene. Da parret rigtig nok vender tilbage for at hente pengene, omringes de af politiet, men parret formår at flygte ind i kirken, hvor en lille gruppe mennesker skal i gang med en barnedåb. Eik lader de voksne forlade kirken, men beholder præsten og barnet som gidsler, og kræver en hvid Mercedes til at flygte i. Præsten, der er kæreste med politimester Erik Sørensen (Jesper Lohmann) sms'er til politiet, at de skal åbne norddøren i kirken, hvilket lader Anja flygte med barnet. Specialtropperne formår efterfølgende at anholde Eik uden at præsten kommer til skade, ved hjælp af en sound'n'flash-angreb, hvor flashgranater og skarpt lys bruges til at forvirre angrebsmanden. Eik Nielsen blev idømt livsvarigt fængsel for drab og Anja Jespersen blev idømt to års fængsel for røveri. Gaby og Johnny håndterer deres sorg over have mistet deres barn forskelligt, mens Ulf besøger Kirsten efter hendes store premiere på teatret. |             |                                    |                      |                                            |                      |           |
| 19 | 3           | "Assistancemelding A-4/01"         | Jørn Faurschou       | Peter Thorsboe og Kari Vidø                | 13. januar 2002      | 1.884.000 |
| Rejseholdet bliver kaldt til Aabenraa, hvor afskårede dele af et kvinde-lig blive fundet i Knapsø uden at der er mulighed for identikation. En lokal betjent Frank Nielsen 'McCloud' (Ole Thestrup) er meget ivrig efter at hjælpe med efterforskningen. Grundet gerningsstedets tætte lokation til Tyskland og at flere tyske prostituerede kvinder er blevet fundet myrdet på samme vis i Lüneburg-området, overvejes det om en tysk seriemorder kan være på spil. Fischer udspørger en fisker på havnen, som har set en tysk sølvfarvet Audi fra Lüneburg, samtidig med at McCloud får besked om en udbrændt container er blevet fundet i Lüneburg, med personlige papirer, der tilhører en Doris Fröse, der har været forsvundet i to uger, og hun viser sig at være den afdøde kvinde. Ejeren af Audien, tyske Manfred Schlosser, også fra Lüneburg, bor i et sommerhus i området. En sommerhusejer kontakter politiet og fortæller, at en tysk udlejer, Gerhardt Müller fra Lüneburg, har udskiftet alle lagner og betræk og rengjorde huset meget grundigt efter endt udlejning. I huset finder de blod, der stammer fra Doris Fröse, og efter at en af Fröses veninder bekræfter at Gerhardt Müller og Manfred Schlosser er den samme person, sendes Fischer ud for at anholde ham. I mellemtiden har Schlossers kone Pernille fattet mistanke, og mens Schlosser er ude på et ærinde finder hun på loftet et knivsæt og et fotoalbum af de myrdede kvinder. Schlosser opdager dette og slår hende bevidstløs for derefter at drukne hende i et badekar inden Fischer eller McCloud når frem. Schlosser bliver anholdt, men kendes kun skyldig i drabet på Doris Fröse og hans kone Pernille. Gabys og Johnnys forhold knirker, mens Mille konfronterer Fischer, da hun har opdaget hans affære med Ida. IP flirter med en servitrice på hotellet. |             |                                    |                      |                                            |                      |           |
| 20 | 4           | "Assistancemelding A-6/01"         | Jørn Faurschou       | Peter Thorsboe og Mai Brostrøm             | 20. januar 2002      | 2.028.000 |
| Der bliver sat ild til et hotel i Nyborg, hvor 32 mennesker omkommer. Den lokale pyroman Henning Jørgensen (Steen Stig Lommer) blev set ved branden, da han overnattede på hotellet samme nat, og han erkender sig skyldig i ildspåsættelsen. Under afhøringen viser det sig dog at han ikke kan have påsat branden, og han får lov til at gå. Et barn har været alene på et hotelværelse på første sal og da branden startede lige udenfor hans værelse, bliver hans forældre (Puk Scharbau og Lars Simonsen) forhørt om hans forhold til ild, da receptionisten husker, at han har været forbi og låne tændstikker. Fischer og IP skal overbringe nyheden om de omkomne til deres pårørende og efter en lang nat med druk efterfølgende, får de besked om at Johnny er blevet tilbageholdt i Polen, da han blev fundet sammen med prostitueret - de forsøger at slette sporene efter denne besked, men Gaby opdager dette den følgende morgen. I en sidehistorie ser en lille dreng på gåtur i en skov, en mand (Søren Sætter-Lassen), der slæber liget af en kvinde ud af sin bil og efterlader hende en bænk på en rasteplads. Rejseholdet opdager på pressefotos fra branden en mand, der står med et videokamera og optager branden, og de sporer ham til at være den mentalt retarderede Otto Lykke Larsen (Nicolas Bro). Otto bliver afhørt, og videobånd, der bliver fundet i hans lejlighed, viser optagelser fra alle de uopklarede påsatte brande i området. På et andet bånd har Otto optaget sig selv og sin kæreste Britt Hjort Jespersen, der har samleje gentagne gange. Under forhøret indrømmer Otto, at det var ham, der startede branden på hotellet samt alle de andre steder på videobåndene. I mellemtiden bliver liget i skoven identificeret som Britt Hjort Jespersen, og Otto indrømmer nu også at have dræbt hende, selvom Fischer tvivler oprigtigt på om Otto har gjort det. Otto bliver idømt tidsubestemt forvaring på en lukket institution for ildspåsættelse og dermed 32 menneskers død, mens sagen om drabet på Britt Hjort Jespersen tog en ny drejning. Fischer skal skilles fra sin kone, men Gaby og Johnny skændes omkring hans Polen-tur. Ulf foreslår at sende Fischer på FBI-kursus, men Ingrid afslår. |             |                                    |                      |                                            |                      |           |
| 21 | 5           | "Assistancemelding A-7/01, del 1"  | Martin Schmidt       | Peter Thorsboe og Mai Brostrøm             | 27. januar 2002      | 1.961.000 |
| Del 1 af 2.Mindre end en time efter at være blevet løsladt fra Horsens Statsfængsel bliver Rasmus Krogh, også kaldet "Farmand", fundet myrdet i et tog til Aarhus. En af Farmands bekendtskaber fra fængslet, Kåre Melville Hansen (Thure Lindhardt) bliver også løsladt et par timer senere. Kåres beskytter, Ivan A. Jensen (Lars Mikkelsen), i Aarhus viser ham en kvinde, der på samme tidspunkt hver dag kører til banken med en chauffør for at aflevere et stort pengebeløb i kontanter. Ivan overækker Kåre en pistol og under påvirkning af hypnose får Ivan Kåre til at overfalde kvinden dagen efter, hvor Kåre ender med skyde både kvinden, chaufføren i bilen, og en kvinde i en nærliggende opgang. Fischer og Johnny er tæt ved, da episoden finder sted og det lykkes Fischer at anholde Kåre, der påtager sig skylden, og siger at det var hans skytsengel, der fik ham til at gøre det. Rejseholdet er overbevist om, at Ivan har planlagt det, men han har et alibi og kan ikke umiddelbart knyttes til forbrydelsen. IP og den lokale betjent Robert (Anders Nyborg) afhører Ivan, men uden IPs vidende fortsætter Robert forhøret efter at IP er taget hjem, hvor Ivan åbenbart skulle have tilstået sin medvirken til forbrydelsen. Under grundlovsforhøret den følgende morgen står Ivan ved sin tilståelse, men han virker tydeligvis beruset og tilstår også mordet på Erik Klippinge, og hans tilståelse bliver dermed kendt for ugyldig. La Cour opdager at Ivan har ridset et tegn ned i bordet (en cirkel med et kryds igennem), og da Kåre efterfølgende kommer ind til forhøret og ser dette tegn, ændrer han straks forklaring til at han alene har planlagt overfaldet og drabene uden medvirken fra Ivan. Samtidig i afsnittet, har Fischer stadig en en dårlig fornemmelse med at Otto (Nicolas Bro) blev dømt for mordet på sin kæreste, og han besøger Otto på den lukkede institution. Fischer bliver desuden skilt fra sin kone, Mille, i dette afsnit. Ingrid opdager, at Staffan har et forhold til en anden kvinde og hun lægger ham på is. Gaby og Johnny er stadig ikke på talefod, og Johnny opsøger kvinden, der blev skudt i opgangen på hospitalet. |             |                                    |                      |                                            |                      |           |
| 22 | 6           | "Assistancemelding A-7/01, del 2"  | Martin Schmidt       | Peter Thorsboe og Kari Vidø                | 3. februar 2002      | 1.828.000 |
| Del 2 af 2. Rejseholdet laver en rekonstruktion af gårsdagens røveri med Kåre på åben gade i Aarhus. Helene bliver inddraget i efterforskningen for at finde ud af, om Kåre kan have begået forbrydelsen under påvirkelse af hypnose, hvilket hun mener er plausibelt. For at bevise sin påstand, hypnotiserer hun IP, som går i barndommen, men seancen bliver afbrudt, og IP vil efterfølgende ikke lade Helene få ham under hypnose igen og han får igennem afsnittet barnlige tilbagefald fra tid til anden. Betjenten Robert tilstår at have drukket Ivan fuld under hans afhøring, hvorfor Ivans tilståelse derfor ikke kan bruges, og Robert bliver derfor midlertidigt afskediget. Et cigaretskod fundet ved den afdøde "Farmand" i toget matcher med Ivan, og Ivan tilstår at have tæsket Farmand, men nægter at have slået ham ihjel. Obduktionen af Farmand viser også at han døde af hjertesvigt som følge af åreforkalkning, og ikke som følge af Ivans vold, og Ivan er derfor uskyldig i drab. Ivans kæreste Betty (Birgitte Simonsen) smugler mobiltelefoner ind til både Kåre og Ivan, så de kan kommunikere i arresten. Kåre får det stadigt dårligere over sin forbrydelse og forsøger at kontakte Ivan, der ikke tør tage sin telefon af frygt for at blive opdaget. Kåre efterlader en sidste besked på Ivans telefonsvarer, hvor han siger farvel, imens han skærer sig i halspulsåren og forbløder. Rejseholdet, der aflytter Ivan og Kåres telefoner, indser at Kåre forsøger at begå selvmord, men de ankommer for sent til at kunne redde ham. I frustration over Ivan, udleverer Betty et kort, der knytter Ivan til røveriet, til Robert og han bliver genindsat som betjent. Ivan bliver idømt 16 års fængsel for medvirken i røveri og dobbeltdrab. Ingrid er stadig vred over Staffans utroskab, og gør det forbi mellem dem. Helene får til sidst lov at bringe IP korrekt ud af hypnosen, og hun fortæller bagefter La Cour den glædelige nyhed, at hun er gravid. IP overtaler Kirsten til at gå i alkoholafvænning. Obduktionsrapporten fra Britt Hjort Jespersen viser sig at være mangelfuld, og Ulf indvilliger i at genåbne sagen om Ottos domsfældelse. |             |                                    |                      |                                            |                      |           |
| 23 | 7           | "Assistancemelding A-9/01"         | Charlotte Sieling    | Peter Thorsboe & Mai Brostrøm              | 10. februar 2002     | 1.799.000 |
| Ingrid har ferie, men bliver pludselig ringet op af en ukendt ældre mand, der fortæller at hun må komme til Store Kro i Fredensborg, da han har slået sin kone ihjel. Ingrid bliver på hotellet mødt af vicekriminalkommissæren Hans Christian 'HC' Kofoed (Henrik Jandorf), som også er sat på sagen. På værelset findes konen død af en overdosis morfin, mens manden er forsvundet. Ingrid og HC finder frem til at manden er Ingrids afdøde fars tidligere læge, Bertel Kjeldsen (Henning Moritzen), og de kører ud til hans bopæl i håb om at finde ham der. I mellemtiden er resten af gruppen igen sat på sagen om Britt Hjort Jespersen og efter en mere dybdegående obduktion findes der DNA fra en ukendt person på hende. Ingrid og HC møder i Kjeldsens hus adoptivsønnen Knud (Søren Sætter-Lassen). Ingrid fortsætter sin søgen efter Kjeldsen og finder ham til sidst på toppen af en høj bygning, hvor han prøver at begå selvmord. Hun får ham stoppet, og han fortæller herefter at Knud slog Britt ihjel, og at Kjeldsen for at skåne sin kone fra sandheden slog hende ihjel. Knud tilstår at have slået Britt ihjel, men DNA-materialet fra hende, viser sig at stamme fra Knuds biologiske bror, den mentalt retarderede Robin, der er på samme lukkede institution som Otto Lykke Larsen (Nicolas Bro). Knud tilstår nu at have dækket over sin bror, som slog Britt ihjel efter de mødtes på et værksted for mentalt retarderet og hun nægtede at have sex med ham. Knud har dermed ikke har noget med Britts mord at gøre. Bertel bliver idømt 5 års fængsel for mordet på sin kone, Knud bliver idømt 3 måneders samfundstjeneste for at have flyttet Britts lig og Robin skal fortsat afsone en tidsubestemt dom på en lukket institution for drabet på Britt. IP indleder et forhold med journalisten Trine Dalsgaard (Benedikte Hansen), mens Ingrid må hente Tobias på politistationen, da han blev fundet kørende rundt i en stjålet bil med en kammerat, mens de røg hash. Ingrids mor, Bibi (Ghita Nørby) er uventet flyttet hjem fra Tenerife og midlertidigt ind hos Ingrid. Fischer bliver rasende, da han finder ud af at hans veninde Ida skal på FBI-kurset i USA, mens Ingrid ikke vil lade ham tage afsted, da hun frygter, at hun ikke kan finde en erstatning for ham på holdet. |             |                                    |                      |                                            |                      |           |
| 24 | 8           | "Assistancemelding A-12/01"        | Charlotte Sieling    | Peter Thorsboe og Kari Vidø                | 17. februar 2002     | 1.890.000 |
| I Fredericia findes den lokale narkopusher Bob Maarbjerg myrdet i sin SM-kælder, hvor han sidder indespærret i et speciallavet SM-bur. Gruppen bliver på gerningsstedet mødt af den lokale politimester Rask (Henrik Noél Olesen), som udviser stor utilfredshed med Rejseholdets tilstedeværelse. Fischer og La Cour sendes ud for at afhente Bobs kæreste, Nanna Due Larsen (Maria Stokholm), som påstår ikke at kende noget til drabet på Bob, men afslører at han ofte var voldelig overfor hende. I afdødes hjem findes der stjålne tyvekoster, pistoler og et fotoalbum, som indeholder billeder taget under SM-seancerne i kælderen. IP genkender politimester Rask på billederne, og Ingrid får ham til at afsløre navnet på fotografen, som kalder sig 'Caligula' (Morten Suurballe). Caligula nægter sig skyldig i drabet, men fortæller om kvinden 'O', der var Bobs tidligere kæreste, og som var jaloux over hans nye forhold med Nanna. Fischer opsøger smeden Jeff (Jimmy Jørgensen), der konstruerede SM-buret. Under afhøringen bekræfter han at det var Bob og hans tidligere kæreste, Regitze Høgh (Hanne Hedelund), en lokal SM-dominatrix, der købte buret sammen år tilbage, og han bekræfter at 'O' og Regitze er den samme person. Regitze har dog et alibi, så hun går fri. La Cour finder frem til internatet, hvor Nanna og Bobs hundehvalp befinder sig, og fortæller at Nanna selv indleverede hvalpen på drabsdagen under påskud af at parret skulle på ferie. La Cour og Fischer sendes ud efter Nanna, og de finder hende i det lokale fitnesscenter, hvor Regitze har overfaldet hende og bundet hende fast til brusere. Nanna tilstår nu drabet på Bob, og begrunder det med at hun var rædselsslagen for ham, fordi han var aggressiv og voldelig. Hun idømmes 5 års fængsel for drab. Fischer er stadig rasende på Ingrid over at han ikke blev sendt på FBI-kursus, men bløder op, da Ingrid fortæller at han skal på lederkursus i stedet, da hun ser ham som den fremtidige arvtager af jobbet som drabschef. Gaby og Johnny forsones, mens Ingrids mor, Bibi, flytter ind hos hende for bestandigt. |             |                                    |                      |                                            |                      |           |
| 25 | 9           | "Assistancemelding A-13/01"        | Ole Christian Madsen | Peter Thorsboe og Mai Brostrøm             | 24. februar 2002     | 2.072.000 |
| Den lokale politimester Bagger (Peter Mygind) fra Ringsted tilkalder Rejseholdet, da en familie bestående af far, Olaf Sørensen, hans datter Marie Hansson, og hendes datter Therese Hansson, findes brutalt myrdet, mens moren Sissi Sørensen er hårdt såret. Gruppen mistænker først Olaf til at stå bag drabene, hvorefter han begik selvmord, men La Cour indser hurtigt at det må være en fremmed, der har slået familien ihjel. Maries mand, den britiske David Hansson (Gerard Bidstrup) befandt sig på drabstidspunktet i deres hjem på Anholt med deres 2-årige datter og han er derfor uden for mistanke. La Cour finder et stykke af etiketten fra en ølflaske, som kan knytte morderen til gerningsstedet. Efter at have gennemgået adskillige flasker på et genbrugscenter, finder Fischer flasken i en baggård. Obduktionen af Marie viser at hun var gravid i 3. måned og at hun på drabsdagen havde haft samleje, hvilket ikke kan have været med hendes mand, da han var på Anholt. Under en samtale med husholdersken (Rita Angela) får La Cour at vide, at Olaf havde et incestuøst forhold til sin datter fra hun var 14 år og helt frem til hendes død. Husholdersken fortæller at moren også vidste det, men husholdersken turde ikke anmelde det. Ingrid afhører samtidig Maries psykolog (Hans Henrik Clemensen), der bekræfter farens og datterens forhold og fortæller, at Olaf også er far til Maries to børn, og Marie frygtede at Olaf også var far til det nye barn. Ulf kommer forbi, og påpeger at David Hansson er tidligere professional soldat i flyvevåbnet og med en flyveplads få kilometer fra gerningsstedet, kan han have nået frem og tilbage fra Anholt og begået drabene på kort tid. Hanssons fingeraftryk matcher dem på flasken, og med et stærkt motiv for drab, da han lærte sandheden om Marie og hendes far at kende, bliver Johnny og Fischer, der er til oldboys-fodboldkamp på Samsø, bliver straks sendt til Anholt, hvor La Cour møder dem. La Cour og Fischer kører mod Hanssons hjem, men møder ham på halvvejen og de følger efter ham til flyvepladsen, hvor han når at lette i sit fly. Johnny flyver efter ham i sit fly, men mister ham af syne. La Cour og Fischer finder i Hanssons hjem den 2-årige datter uskadt samt et afskedsbrev, hvor han tilstår drabene på familien. David blev aldrig fundet trods en eftersøgning, og Sissi blev idømt 1 års fængsel for tilbageholdelse af viden om strafbar handling. Ingrid finder ud af at hendes mor Bibi og Ulf var kærester, men gik fra hinanden meget kort før Bibi blev gravid med Ingrid, og Ingrid mistænker at Ulf kan være hendes far. Hun konfronterer ham med det, men han afviser det. Ingrids tanker kredser om det hele dagen, og hun falder og forstuver foden på vej ud af mobilkontoret. IP besøger Kirsten på hendes afvænningscenter, hvor hun fortæller at hun ikke vil flytte hjem til ham igen efter hendes behandling, mens Johnny frier til Gaby. |             |                                    |                      |                                            |                      |           |
| 26 | 10          | "Assistancemelding A-15/01"        | Ole Christian Madsen | Peter Thorsboe og Kari Vidø                | 3. marts 2002        | 2.130.000 |
| Jette Møller bliver fundet skuddræbt i sin fiskebutik i Vordingborg i hvad der skulle ligne et fejlslagen røveri, men Boysen er overbevist om, at det er tale en planlagt likvidering. Jettes mand, Finn Møller (Allan Olsen), bliver afhørt, men da at han var på fiskemarked med sin butiksassistent, og elskerinde, Miriam Plesner (Stine Stengade) på mordtidspunktet, kan han ikke mistænkes. La Cour fremsætter en teori om at Finn kan have hyret en til at slå hans kone ihjel, så hans telefon aflyttes. Finn mødes med Bertram Bech Lorentzen (Flemming Enevold), som truer Finn med at afsløre ham, hvis ikke han overholder sin del af aftalen om at slå Bertrams kone ihjel, og Bertram sniger sig senere ind i Miriams lejlighed og efterlader et sildehaj-hoved i hendes seng som en yderligere trussel. Efter et truende opkald fra Bertram, som La Cour og Fischer aflytter, mindes Fischer om Hitchcock-filmen Farligt møde, hvor to mænd aftaler at bytte mord, så ingen af dem bliver opdaget. Fischer fortæller gruppen om sin teori, og de sætter Finn under overvågning. Finn tager nu afsted under påskud af at skulle stange ål, men politiet mister ham af syne, da han sejler ud i sin båd. Finn tager ud til Bertrams hjem, hvor Bertrams kone er i sauna, hvor han spærrer hende inde i saunaen og skruer op for varmen, så hun omkommer. Han vender senere tilbage og arrangerer hende i en naturlig stilling og skruer ned for varmen igen. Boysen og La Cour gennemskuer hurtigt, hvordan mordet er gået til, da de kommer ud på gerningsstedet. Gruppen ved nu, hvem Finns sammensvorne er; forretningsmanden Bertram Bech Lorentzen. Finn bryder sammen og fortæller Miriam alt om Bertram, mordet på Jette og Bertrams kone samt Finns belønning på 2,5 mio. svenske kroner. Bertram lokker parret ned på havnen under påskud af at ville betale ham. Fischer og IP følger efter dem, mens Bertram holder sig skjult. I et syn ser La Cour Bertram køre Finn og Miriam ned, og beordrer Fischer at køre i vejen for ham, og Finn, Miriam og Bertram bliver alle anholdt. Bertram blev idømt livsvarigt fængsel, Finn fik 12 års fængsel, mens Miriam gik uden tiltale. Boysen besøger Ingrid på hendes hotelværelse, og de tilbringer natten sammen. Den efterfølgende dag Ingrid afviser hun Boysen, men fortryder bagefter. |             |                                    |                      |                                            |                      |           |
| 27 | 11          | "Assistancemelding A-16/01"        | Jannik Johansen      | Peter Thorsboe og Mai Brostrøm             | 10. marts 2002       | 2.158.000 |
| Den 15-årige Katrine 'Kat' Brink (Neel Rønholt) bliver fundet myrdet i Krystalsøen ved Hammerknuden på Bornholm efter at hun ikke kom hjem fra en fest om natten. Afdøde er politimester Erik Sørensens (Jesper Lohmann) niece, og han er på besøg hos sin søster, Selma (Charlotte Sieling) for at komme ovenpå efter den traumatiske oplevelse i Kalundborg, hvor hans kæreste blev holdt som gidsel (se afsnit 18). Rejseholdet mistænker først at forbryderen bag er serievoldtægtsforbryder og morder 'Indianeren', som er kendt for at klippe en dusk af kønshårene af sine ofre. Boysen mener dog at det nærmere er én, der vil ligne Indianeren for at lede politiet på vildspor. Da kun en ganske begrænset gruppe kender til Indianeren og hans praksis, rettes mistanken mod den lokale politimester Rud (Morten Lützhøft) og fire af hans ansatte. For at kunne undersøge dette uden de fem betjentes viden og indblanding, lader IP via journalisten Trine pressen vide, at der er en seriemorder løs, og Ingrid bruger dette 'læk' som grund for kunne igangsætte en intern undersøgelse af betjentene under dække af at én af dem mistænktes for at have lækket sagen. Betjentene afhøres, men ingen af dem kan være morderen. Rud, der havde vagt på mordnatten, indrømmer under en afhøring, at han var i området for drabet, men at han havde en affære med sin kones søster. La Cour finder en affaldssæk med Kats blod og noget haveaffald tæt ved mordstedet. Sækkens indhold spor efter et rødt hus med hvide vinduer, et drivhus, og en række planter i haven. Efterfølgende tager han afsted mod København, da han ikke kan få fat i Helene, der snart skal føde. Fischer og IP finder det hus, som passer til sækkens indhold, og finder ud af, at det tilhører Sørensens søster, Selma. Det går her op for dem at Sørensen er drabsmanden og at han i sin deprimerede tilstand opsøgte Kat på vejen hjem fra festen og slog hende ihjel. Samtidig opsøger en oprørt Sørensen Ingrid på hendes hotelværelse. Ingrid, der har fundet ud af at Sørensens gravide kæreste for nylig er gået fra ham, prøver at tale ham til ro, men han overfalder hende. Ingrid trækker sin pistol, men han får den fravristet hende, hvorefter han truer hende, og bekender sin skyld. La Cour bliver ringet op af Helene på vej til lufthavnen i Rønne, og efter at være blevet forsikret om at alt er fint, får han et syn, hvor han ser Ingrid blive truet af Sørensen, og han kører straks tilbage til hotellet, hvor han ankommer få sekunder efter at det er lykkedes Ingrid at afværge og skyde Sørensen. Sørensen omkommer af skuddet, og sagen om Katrine Brink blev herefter anset for opklaret. |             |                                    |                      |                                            |                      |           |
| 28 | 12          | "Assistancemelding A-17/01"        | Jannik Johansen      | Peter Thorsboe og Kari Vidø                | 17. marts 2002       | 2.227.000 |
| Under et stop på rasteplads i Slagelse hører Johnny mistænkelige lyde fra en anden lastbils kølerum, men da han nævner det for chaufføren, Viggo Holme (Nicolaj Kopernikus), skynder chaufføren sig at køre væk. Johnny følger efter ham og finder kort efter lastbilen i vejgrøften, hvor Viggo slår Johnny ned med et bat og kører væk i Johnnys lastbil. Johnny vågner lidt senere, og finder to litauenske søstre inde i kølerummet, hvoraf den ene er død af kulde, mens den anden, Aldona Krutinis (Sonja Richter), kommer på hospitalet. Johnny finder senere sin lastbil, og forsøger selv at finde frem til Viggo, som er forsvundet. Gruppen mistænker at der kan være tale om organiseret menneskesmugling, og IP opsøger Viggos mor, den prostituerede Joy Jones (Tina Gylling Mortensen), men hun ved ikke, hvor Viggo er. Lastbilen med søstrene tilhører Ebbe Sallings (Flemming Jensen) vognfirma, og La Cour og Fischer opsøger ham, da litauisk politi mistænker at Sallings svigersøn, den litauiske Faulius Martinkus (Thomas W. Gabrielsson), har brugt sin svigerfars lastbiler til transport af piger fra Østeuropa til hans bordel i Danmark. La Cour og Fischer installerer aflytningsudstyr i hjemmet, mens Ingrid opsøger Aldona på hospitalet og hun bekræfter at det er Martinkus, der står bag. La Cour og Fischer undersøger Martinkus' bordel, hvor de anholder sekretæren og konfiskerer hendes computer, men grundet kryptering kan de ikke få adgang til filerne. Ingrid prøver at overtale Aldona til at vidne mod Martinkus, men hun nægter af frygt for at han skal finde hende, når han bliver løsladt. Viggo opsøger sin mor og afleverer en diskette til, inden han siger farvel, da Martinkus har lovet at han vil hjælpe Viggo ud af landet. Johnny finder ud af dette, og kører ned på et nedlagt havneanløb i Korsør, hvor han ser to mænd med våben. Han forsøger at stoppe Viggo i at køre derned uden held og Viggo bliver dræbt. Gruppen har dermed ikke noget bevis for Martinkus' affærer og de må se til, mens han forsøger at rejse ud af landet. IP fortæller Joy nyheden om Viggo, og hun afleverer disketten, som viser sig at indeholde alle Martinkus' regnskaber, samt en oversigt over danske bankkonti. Fischer, der er i lufthavnen for at modtage kæresten Ida efter hendes FBI-kursus i USA sammen med Ulf, bliver nu ordret til at anholde Martinkus, men han formår at slippe væk. Martinkus løber kort efter ind i Ulf, som slår ham omkuld med sin taske og han bliver anholdt. Han bliver idømt fire års fængsel for rufferi og menneskesmugling. Helene føder undervejs i afsnittet og La Cour tager hen til hende på hospitalet, hvor han møder sin datter. Fischer bliver jaloux, da han finder ud af at Ida er blevet forfremmet il vicekriminalkommissær i bedrageri-afdelingen. |             |                                    |                      |                                            |                      |           |
| 29 | 13          | "Assistancemelding A-19/01, del 1" | Charlotte Sieling    | Peter Thorsboe og Mai Brostrøm             | 24. marts 2002       | 1.982.000 |
| Del 1 af 2. Efter at have hørt meddelelsen om at den 17-årige Nicholas Torp-Petersen, elev på Sorø Akademi, er forsvundet, får La Cour et syn, som leder ham til findestedet af Nicholas' nedgravede lig. Rejseholdet kaldes ud, og efter obduktionen konkluderer Boysen at Nicholas er blevet dræbt af den velkendte seriemorder, Indianeren. På Nicholas' værelse finder IP tegninger af makabre og seksuelt voldsomme situationer, der alle illustrerer træk, som Indianeren er kendt for. Gruppen finder frem til at tegningerne er tegnet af tegneserietegneren Ruben (Niels Vendius), der forguder Nicholas og hans kreative ideér, da han ikke ved at Nicholas' fortællinger er taget fra virkeligheden. Efter at have åbnet Nicholas' computer finder gruppen korrespondancer mellem Nicholas og en indsat i Vestre Fængsel, Simon Friis (Jens Jacob Tychsen), som viser sig at være blevet løsladt på dagen for drabet på Nicholas. I deres korrespondance antyder både Simon og Nicholas at Simon er Indianeren, og gruppen mistænker nu at Simon er Indianeren. Gaby mener at have set ham et sted, men kan ikke huske hvor, og da politiet i København mener at have set Simon stige på et tog til Hamborg efterlyser de ham. Nicholas', Caroline (Anne Christina Bech) afslører i hendes forhør, at hun tidligere har været forlovet med Simon, men hun gik fra ham, da han var voldelig og truede med at slå hende ihjel. Nicholas holdt dog kontakten med Simon efter deres brud, hvor Simon fortalte Nicholas de mange detaljer om de mord han begik. Gruppen mistænker at Simon slog Nicholas ihjel fordi han fortalte sine mordhistorier videre. Gaby og Johnny skal snart giftes, så sammen med Gabys veninde Henriette, arrangerer Ingrid en polterabend for Gaby. Fischer skal tage Gaby med ud og løbe, hvor Gaby skal overraskes og "anholdes". Fischer stopper halvvejs på turen og sender Gaby videre alene, og pludselig dukker Indianeren op og kidnapper og kører væk med hende. Vicekriminalinspektør Palsby (Henning Jensen) fortæller Ulf at ledelsen vil nedlægge Rejseholdet, hvilket gør Ulf rasende og ked af det. |             |                                    |                      |                                            |                      |           |
| 30 | 14          | "Assistancemelding A-19/01, del 2" | Charlotte Sieling    | Peter Thorsboe og Mai Brostrøm             | 1. april 2002        | 2.196.000 |
| Del 2 af 2. Indianeren har kidnappet Gaby, men Fischer og Ida indhenter ham, og får reddet Gaby, mens han slipper væk. Mens hun er indlagt på hospitalet kommer Gaby i tanker om at hun har set Indianeren, da han boede på værelset ved siden af hendes på hotellet. Ingrid og Boysen undersøger værelset, hvor de finder snesevis af billeder af Gaby, samt et album med alle Indianerens tidligere ofre. Gaby besøger Caroline, som er indlagt for sin nervøse tilstand, og de opdager at Indianeren har været inde på hendes stue imens hun sov, uden at politimanden som stod vagt foran hendes stue, opdagede det. Caroline bliver sendt i beskyttelse i IP's lejlighed sammen med IP, mens Ulf meddeler de andre, at Rejseholdet skal nedlægges. Han beder herefter Ingrid om at fortsætte som drabschef i den nye afdeling, til trods for at Palsby vil forfremme hende til vicekriminalinspektør. Simon opsøger Ruben, og ringer kort efter til IP, og afslører at han ved, hvor han og Caroline befinder sig. Gaby sporer opkaldet til Ruben, og Fischer og La Cour tager ud og afhører ham. Ruben bekræfter at Simon har været der, og at han har stjålet Rubens bærbare computer. Han fortæller endvidere at Simon altid vil 2 meter bag Caroline uanset, hvor hun tager hen, hvilket får La Cour og Fischer til at indse at Simon sporer Caroline via hendes telefons GPS. IP og Caroline begiver sig mod et nyt safehouse i et sommerhus ved Glumsø og undervejs ringer Ulf til IP, og fortæller nyheden om Rejseholdet. Fischer fortæller herefter IP om GPS'en i Carolines telefon, og IP smider telefonen ud af vinduet, og de fortsætter til sommerhuset. Johnny, der er opsat på at få fat i Simon oven på bortførelsen af Gaby, kommer frem til mobiltelefonen tidsnok til at se Simon hente den og køre væk. Fischer og La Cour følger efter ham, men mister ham af syne. De ankommer senere til sommerhuset, hvor La Cour får et syn, hvori Simon dræber IP, og han indser at Simon allerede er i huset. De stormer ind og Fischer jagter Simon til en mark, hvor han overmander ham. Simon bliver dømt skyldig i alle tiltaler om drab og voldtægter, og blev idømt livsvarig forvaring. På dagen for Gaby og Johnnys bryllup meddeler Ingrid Ulf, at hun vil fortsætte som drabschef. Gaby og Johnny bliver gift, og hele gruppen vinker parret farvel. Dette skulle oprindeligt have været den sidste i serien, men senere blev yderligere to episoder tilføjet. |             |                                    |                      |                                            |                      |           |

### Sæson 4 (2003–2004)
| Nr. i serie | Nr. i sæson | Titel                              | Instruktør           | Forfatter                                  | Oprindelig sendedato | Seerantal |
| --- | ----------- | ---------------------------------- | -------------------- | ------------------------------------------ | -------------------- | --------- |
| 31 | 1           | "Assistancemelding A-05/03, del 1" | Ole Christian Madsen | Peter Thorsboe, Mai Brostrøm og Ola Saltin | 25. december 2003    | 1.798.000 |
| Del 1 af 2. Et anonymt opkald sender Nordjyllands politi til Skørping ved Rebild Bakker, hvor en sort kvindelige prostitueret, Savannah Nielsen, findes dræbt i et forbrændt hus. Ingrid sættes på sagen, og hun og Ulf indkaldes til et ekstraordinært møde med vicerigspolitichefen Palsby og justitsministeren Thomas Hagested (Klaus Bondam). Hagested besøgte Savannah på dagen for hendes død, og for at undgå en skandale, ønsker han at al information om ham bliver udelukket fra rapporten om sagen, hvilket Ingrid modvilligt går med til. For at indgå et kompromis støtter Hagested Ingrids ønske om at samle det gamle rejsehold igen til sagen, selvom gruppen er spredt for alle vinde. La Cour arbejder på en sag i Hobro, IP har fået et andet job som forsikringssælger, og Fischer er netop blevet løsladt efter at have afsonet seks måneder i Horsens Statsfængsel, da han solgte beslaglagt amfetamin til rockergruppen Heaven's Gate. På gerningsstedet finder La Cour HIV-medicin, der tilhører Savannah, og han og Ingrid mistænker, at hun kan have smittet en af sine kunder, som ville have hævn. La Cour tager herefter Ingrid med ud i Rold Skov, hvor Fischer møder dem, og La Cour forklarer at Fischer har arbejdet undercover i et år og har infiltreret rockergruppen (som står bag drabet på en ældre kvinde i La Cours sag i Hobro) og Fischer er nu blevet accepteret af deres præsident, Jan 'Jack' Larsen (Bjarne Henriksen). Hagesteds ven, den velhavende advokat Stefan Clemmensen (Bent Mejding), holder løsladelsesfest for Jack, da de to samarbejder om at inddrive uindfriede gældsbreve, og i et opkald til Clemmesen ytrer Hagested sin bekymring over at politiet har fået identificeret den anonyme anmelder, som også slukkede branden. Fischer og Johnny tager til Clemmesens fest, hvor Johnny bliver præsenteret som chauffør for rockerne. På gerningsstedet findes benzindunken, hvis indhold antændte branden, og ved videoovervågning finder gruppen manden, der fyldte dunken på en tankstation til at være rockeren Bruno Kim 'Koko' Jensen (Levino D. Enoch), der er Jacks højre hånd, og han eftersøges. Hagested finder ud af dette, og fortæller det videre til Clemmesen, som under festen bilder Jack ind at Koko slog Savannah ihjel og at Jack derfor må skille sig af med ham. Jack fortæller sine planer til Fischer og sammen med Koko kører de ud til en containerplads i Arden, hvor Jack vil slå Koko ihjel. Politiet når at ankomme inden, og mens Koko flygter og bliver anholdt, gemmer Fischer og Jack sig i containeren. Under afhøringen af Koko kommer det dog frem at Koko ikke har begået drabet på Savannah, men blot har ryddet op efter det, og da Hagested var Savannahs sidste kunde inden sin død, blive han nu mistænkt. Under en samtale med Clemmesen opdager både Clemmesen og Hagested at Fischer arbejder undercover, og Clemmensen sladrer til Jack. Den følgende morgen, da Fischer og Johnny skal til at køre mod Krakow, bliver de stoppet af Jack og tre af hans mænd, hvor Fischer får frataget sig sin telefon (og dermed kontakt til La Cour) og han og Johnny bliver efterfølgende kørt til en afsides lade af rockerne. Ulf skal på pension, Ingrid og Boysen er stadig i forhold med hinanden og Gaby fortæller at hun er gravid igen. |             |                                    |                      |                                            |                      |           |
| 32 | 2           | "Assistancemelding A-05/03, del 2" | Ole Christian Madsen | Peter Thorsboe og Mai Brostrøm             | 1. januar 2004       | 2.198.000 |
| Via GPS finder Ingrid og Gaby frem til laden, hvor Fischer og Johnny holdes fanget af Jack og hans mænd. Fischer får tæsk af Jack, mens Johnny sidder bundet inde i lastbilen, og da han forsøger at starte lastbilen, skyder Jack ham, så han falder om. Gaby skynder sig ind i laden, hvor Fischer får slået Jack ned, hvorefter Gaby får kørt dem i sikkerhed. På hospitalet er Gaby i chok, da Johnny er i kritisk tilstand, og risikerer at blive lam og i værste fald dø. Fischer ønsker stadig at fælde Koko for mordet på kvinden fra Hobro, og da han endnu er uvidende om at Fischer arbejder undercover, går Ingrid med til at Fischer bliver "anholdt" og sat i varetægtsfængsling sammen med ham. Under Fischers snak med Koko, tilstår Koko drabet på kvinden i Hobro, som viste sig at være hans barndomsnabo, Fru Ellen Nielsen, som genkendte ham under et røveri og som han skød for at undgå at blive afsløret. Clemmensen bryder pludselig ind og afslører for Koko at Fischer arbejder undercover. Fischer bliver efterfølgende ringet op af Palsby som fortæller at Fischer skal deporteres til Europol i Haag. Clemmesen afhøres, og han indrømmer at han bestilte Koko til at komme og brænde huset med den afdøde ned efter at Hagested fortalte ham at han havde dræbt Savannah. En sædklat fundet på liget matcher med Hagested, og til trods for protester fra Ulf, som blot ønsker sagen lukket og væk fra sit bord, tager han med Ingrid ud og afhøre ham. Hagested besøgte Savannah mandag aften, og vendte tilbage tirsdag morgen, hvor han fandt hende død i sengen, og grundet sin berusede tilstand aftenen før, var han overbevist om at han havde slået hende ihjel. Mordvåbnet, en sløv brødkniv, er blevet fundet, og IP oplyser nu Ingrid om at det ikke er Hagesteds fingeraftryk på kniven, og han kan derfor ikke have slået hende ihjel, som han ellers troede. Gruppen er nu på bar bund, så La Cour tager igen til gerningsstedet, hvor han finder en nedgravet krukke med totter af hår, som Savannah gemte for at lokke sine kunder tilbage ved hjælp af sort magi. IP husker nu en af de tidligere afhørte i sagen, Torben Riis (Johannes Lilleøre), som viser sig at være Savannahs tidligere kæreste, til trods for at han i sin afhøring påstod at han ikke kendte hende. Han er tidligere junkie, men blev clean efter at han mødte sin nye religiøse kæreste og blev selv meget religiøs. Da hans fingeraftryk matcher dem på kniven, bliver Riis eftersøgt og Ingrid mistænker at han opsøger Savannahs veninde, Susan Barker, så hun sender Fischer ud for at tjekke det. Fischer finder rigtigt nok Riis hos Susan, hvor han er i gang med at true hende, og Riis flygter efterfølgende. Susan afhøres og fortæller om Savannah og Riis' forhold, som endte da hun smed ham ud pga. stofmisbruget, og han vendte efterfølgende tilbage, da han var blevet clean og religiøs og slog hende ihjel, da hun var skyld i at han havde svigtet Gud. Riis opsøger sin lokale kirke, hvor han tilstår drabet på Savannah til præsten, hvorefter han begår selvmord. Ingrid og Ulf opsøger Palsby, da de ønsker Hagested dømt for sine anklager om medvirken til brandstiftelse og embedsmisbrug, samt talrige anklager om vold mod prostituerede, men Palsby afviser. Ingrid nægter herefter at afgive ham sin rapport om Hagested, og til Ulfs afskedsfest giver hun rapporten til journalisten Trine. Bibi og Ulf snakker om at de må fortælle Ingrid at Ulf er hendes rigtige far, mens Ingrid fortæller Ulf at hun godt ved det. |             |                                    |                      |                                            |                      |           |